# 3073 Kursk
Kursk (asteróide 3073) é um asteróide da cintura principal, a 1,935056 UA. Possui uma excentricidade de 0,137134 e um período orbital de 1 226,63 dias (3,36 anos).
Kursk tem uma velocidade orbital média de 19,88921531 km/s e uma inclinação de 5,0346º.
Este asteróide foi descoberto em 24 de Setembro de 1979 por Nikolai Chernykh.